# Borut Mačkovšek
Borut Mačkovšek (* 11. September 1992 in Koper) ist ein slowenischer Handballspieler.
Borut Mačkovšek begann in seinem Heimatort Izola mit dem Handballspielen. Später ging er zum RK Celje, wo er ab 2009 die ersten Einsätze in der ersten Mannschaft, u. a. in der EHF Champions League hatte. In der Saison 2010/11 wechselte er zur Maribor Branik, kehrte aber bereits ein Jahr später zu RK Celje zurück. Im Sommer 2013 wechselte der 2,03 Meter große Rückraumspieler zum deutschen Bundesligisten TSV Hannover-Burgdorf, wo er einen Dreijahresvertrag unterschrieb. Im Frühjahr 2013 löste er kurzfristig seinen Vertrag in Celje, um bis zum Wechsel nach Hannover bei Al Sadd Doha spielen zu können. Mit diesem Verein gewann er, als bester Torschütze, den Emir-Pokal. Anfang Februar 2014 wechselte er zu HC Dinamo Minsk. Nachdem Minsk Ende Februar 2014 aufgrund finanzieller Probleme seine Mannschaft mit sofortiger Wirkung aus allen Wettbewerben zurückgezogen hatte, kehrte Mačkovšek ablösefrei zu RK Celje zurück. Nur eine Woche später gewann er erneut den slowenischen Pokal. Weiterhin gewann er im Mai 2014 den Meistertitel mit Celje. Zur Saison 2014/15 wechselte er zu Montpellier Handball, wo er William Accambray ersetzte. Im Dezember 2015 wechselte er zum ThSV Eisenach in die Handball-Bundesliga. Ab dem Sommer 2016 lief er für RK Celje auf. Zwei Jahre später schloss er sich dem ungarischen Verein KC Veszprém an. Mit Veszprém gewann er 2019 die ungarische Meisterschaft. Zur Saison 2020/21 wechselte er zum Ligakonkurrenten Pick Szeged. Mit Szeged gewann er 2021 und 2022 die ungarische Meisterschaft sowie 2025 den ungarischen Pokal.
Borut Mačkovšek steht seit 2011 im Kader der slowenischen Nationalmannschaft, mit der er an der Europameisterschaft 2012 in Serbien und an der Weltmeisterschaft 2013 in Spanien teilnahm. Bei der Weltmeisterschaft 2025 warf er sechs Tore in vier Spielen und belegte mit dem Team den 13. Platz.

## Erfolge
- Slowenischer Pokalsieger 2010, 2012, 2013, 2014, 2017 und 2018
- Slowenischer Meister 2010, 2017 und 2018
- Ungarischer Meister 2019 und 2021
- Ungarischer Pokalsieger 2025